# پورت نچز (تگزاس)
پورت نچز، تگزاس(به انگلیسی: Port Neches, Texas) شهری در ایالت تگزاس از ایالات جنوبی ایالات متحده آمریکا است. در سرشماری سال ۲۰۰۰، جمعیت این شهر ۱۳۶۰۱ نفر اعلام شد.
این شهر در شمال شرقی ایالت تگزاس قرار دارد.